# Liste der Monuments historiques in Èze
Die Liste der Monuments historiques in Èze führt die Monuments historiques in der französischen Gemeinde Èze auf.

## Liste der Bauwerke
| Bezeichnung                       | Beschreibung             | Standort | Kennzeichnung | Schutzstatus | Datum | Bild           |
| --------------------------------- | ------------------------ | -------- | ------------- | ------------ | ----- | -------------- |
| Kirche Notre-Dame-de-l’Assomption | Erbaut von 1764 bis 1771 | (Lage)   | PA00080720    | Classé       | 1984  | weitere Bilder |
| Oppidum du Castellar              |                          | (Lage)   | PA06000002    | Inscrit      | 1996  |                |

## Liste der Objekte

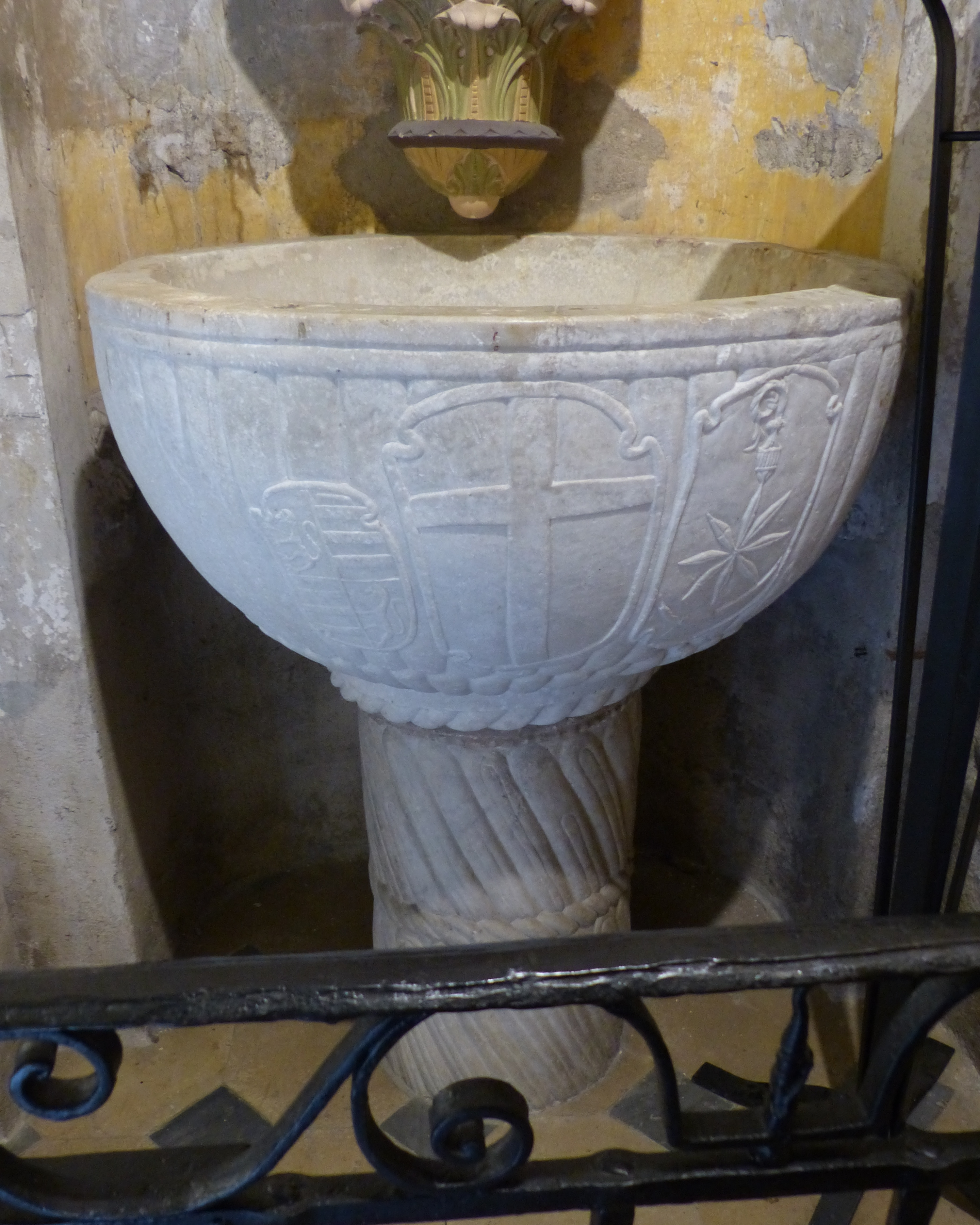
Taufbecken (16. Jahrhundert) in der Kirche Notre-Dame-de-l’Assomption

- Monuments historiques (Objekte) in Èze in der Base Palissy des französischen Kultusministeriums